# Challenger Banque Nationale de Granby 2006
Il Challenger Banque Nationale de Granby 2006 è stato un torneo di tennis facente parte della categoria ATP Challenger Series nell'ambito dell'ATP Challenger Series 2006. Il torneo si è giocato a Granby in Canada dal 24 al 30 luglio 2006 su campi in  cemento.

## Vincitori

### Singolare
Frank Dancevic ha battuto in finale  Tobias Clemens con il punteggio di 6(2)–7, 7–6(6), 6–3.

### Doppio
Alessandro Gravina /  Gary Lugassy hanno battuto in finale  Lu Yen-hsun /  Frank Moser con il punteggio di 6–2, 7–6(2).